# Saint-Michel (Aisne)
Saint-Michel is een plaats in Frankrijk, gelegen in het departement Aisne in de regio Hauts-de-France. De gemeente telde 3.222 inwoners op 1 januari 2022.

## Geografie
De oppervlakte van Saint-Michel bedroeg op 1 januari 2022 42,2 vierkante kilometer; de bevolkingsdichtheid was toen 76,4 inwoners per km².
De onderstaande kaart toont de ligging van Saint-Michel met de belangrijkste infrastructuur en aangrenzende gemeenten.

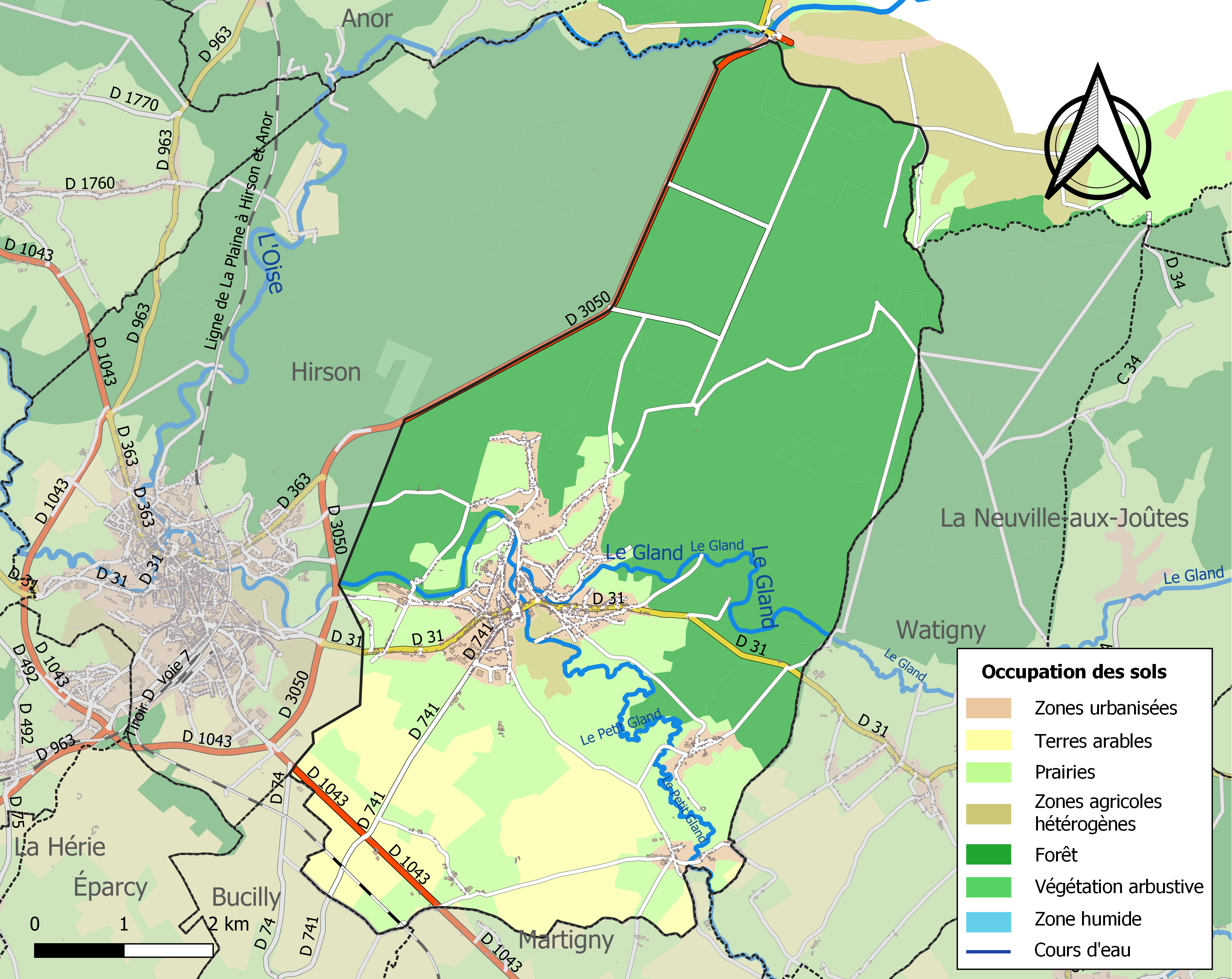

## Demografie
Onderstaande figuur toont het verloop van het inwonertal (bron: INSEE-tellingen).
Vanwege een beveiligingsprobleem met de MediaWiki Graph-software is het momenteel niet mogelijk deze grafiek weer te geven. Zodra de software is bijgewerkt zal de grafiek vanzelf weer zichtbaar worden.